# Glypta fasciata
Glypta fasciata là một loài tò vò trong họ Ichneumonidae.